# Don Giovanni de' Medici
Giovanni di Cosimo I de' Medici (Firenze, 13 maggio 1567 – Murano, 19 luglio 1621), figlio naturale del granduca di Toscana Cosimo I de' Medici e di Eleonora degli Albizzi, legittimato per volontà paterna.

## Biografia

### Infanzia
Nato cinque anni dopo la morte del fratello Giovanni, cardinale (figlio legittimo di Cosimo I e di Eleonora di Toledo), porta il suo stesso nome.

### Carriera militare
Fece carriera militare in Spagna. Nel 1598 lo troviamo Grande di Spagna e ambasciatore a Madrid nel 1598. Nel 1600 fu Maestro di Campo nell'esercito imperiale, mentre l'incarico più importante lo ebbe nel 1616-1617 come Governatore Generale delle armate venete, in seguito al quale fu nominato generale al servizio toscano e veneziano.

### Matrimonio
Si sposò con Livia Vernazza, dalla quale ebbe due figli: Gianfrancesco Maria de' Medici (Venezia, 1619-1689) e un altro figlio nato postumo e probabilmente morto infante.

### Architetto
Era anche un architetto, coadiuvato da artisti come Matteo Nigetti e Alessandro Pieroni: la sua opera più importante è il progetto della Cappella dei Principi della fiorentina Basilica di San Lorenzo. Con gli architetti don Damiano Schifardini e, soprattutto, Flaminio Del Turco prese parte anche alla realizzazione del Santuario senese di Santa Maria in Provenzano (1594).
Lavorò alla Fortezza Nuova di Livorno, costruita a partire dal 1590 in collaborazione con Bernardo Buontalenti, Claudio Cogorano e Alessandro Pieroni. Sempre con Buontalenti e Pieroni progettò a Firenze il Forte Belvedere. Alcune idee sue e del Buontalenti entrarono nel progetto del nuovo duomo di Livorno, costruito a partire dal 1594. Sovrintese al restauro del duomo di Pisa dopo l'incendio del 1595, e, sempre a Pisa, è sua e di Pieroni la facciata della Chiesa di Santo Stefano dei Cavalieri.

## Mecenatismo

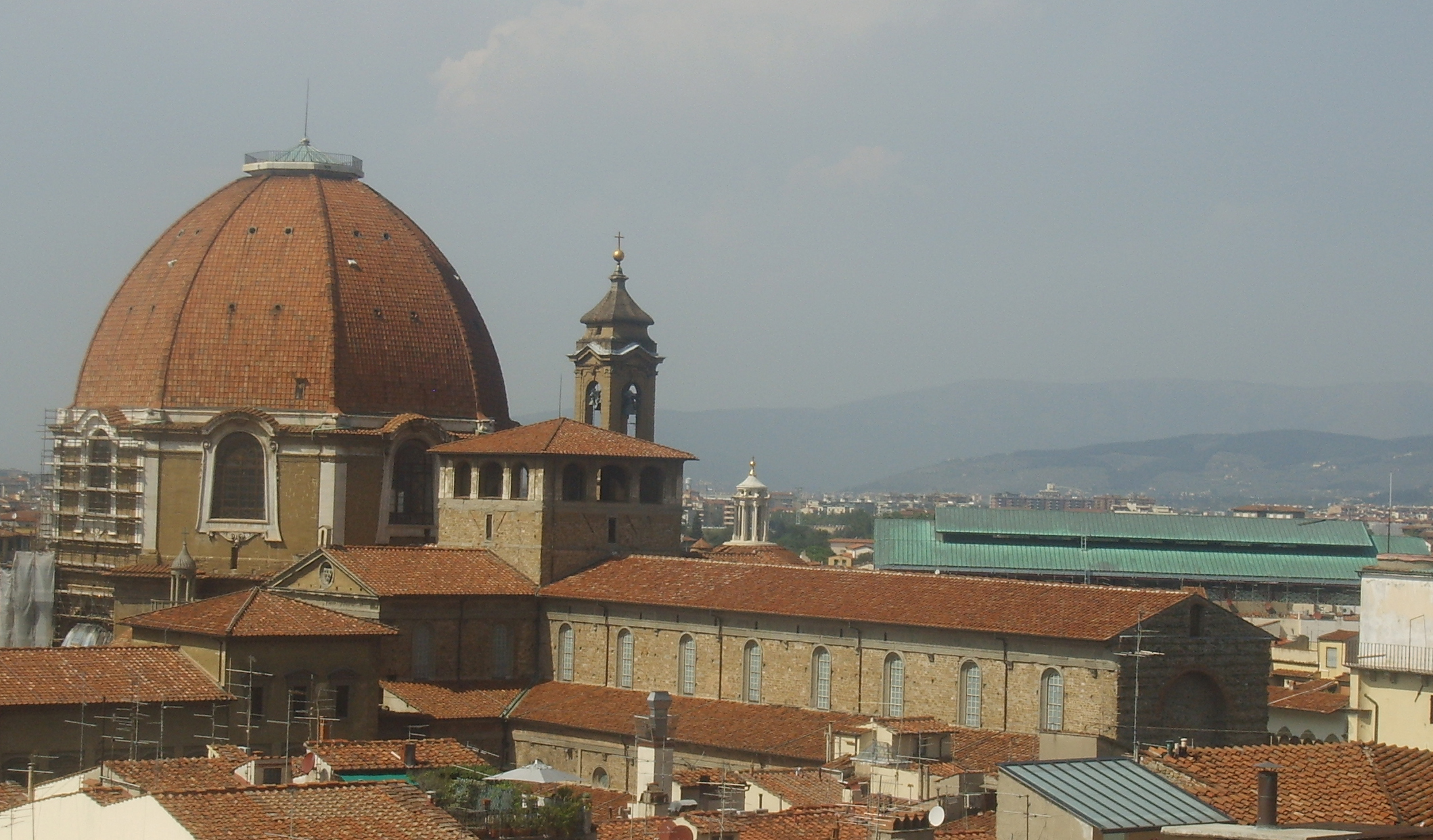
Cupola della Cappella dei Principi, San Lorenzo, Firenze

Don Giovanni ebbe una cura particolare nel rapporto con gli artisti, lui stesso fu architetto, di sua mano fu il disegno per la costruzione della cappella dei Principi della chiesa di San Lorenzo, ma ebbe anche un rapporto particolare con la commedia dell'arte, infatti dal 1612 al 1621 curò i rapporti con la compagnia comica dei Confidenti, con la quale ebbe un'ampia corrispondenza sia con i famosi comici Flaminio Scala e Nicolò Barbieri in arte Beltrame, che con gli altri mecenati come i Gonzaga e i padroni dei teatri nei quali i Confidenti dovevano recitare.

## Ascendenza
|                           |   |                                | Genitori              |  |  | Nonni |  |  | Bisnonni             |  |  | Trisnonni                |  |
|                           |   |                                |                       |  |  |       |  |  | Giovanni il Popolano |  |  | Pierfrancesco il Vecchio |  |
|                           |   |                                |                       |  |  |       |  |  | Giovanni il Popolano |  |  | Pierfrancesco il Vecchio |  |
|                           |   | Laudomia Acciaiuoli            |                       |  |  |       |  |  | Giovanni il Popolano |  |  |                          |  |
| Giovanni dalle Bande Nere |   |                                |                       |  |  |       |  |  | Giovanni il Popolano |  |  |                          |  |
|                           |   | Caterina Sforza                | Galeazzo Maria Sforza |  |  |       |  |  |                      |  |  |                          |  |
|                           |   | Caterina Sforza                | Galeazzo Maria Sforza |  |  |       |  |  |                      |  |  |                          |  |
|                           |   | Caterina Sforza                | Lucrezia Landriani    |  |  |       |  |  |                      |  |  |                          |  |
| Cosimo I de' Medici       |   | Caterina Sforza                |                       |  |  |       |  |  |                      |  |  |                          |  |
|                           |   | Jacopo Salviati                | Giovanni Salviati     |  |  |       |  |  |                      |  |  |                          |  |
|                           |   | Jacopo Salviati                | Giovanni Salviati     |  |  |       |  |  |                      |  |  |                          |  |
|                           |   | Jacopo Salviati                | Elena Gondi           |  |  |       |  |  |                      |  |  |                          |  |
| Maria Salviati            |   | Jacopo Salviati                |                       |  |  |       |  |  |                      |  |  |                          |  |
|                           |   | Lucrezia di Lorenzo de' Medici | Lorenzo de' Medici    |  |  |       |  |  |                      |  |  |                          |  |
|                           |   | Lucrezia di Lorenzo de' Medici | Lorenzo de' Medici    |  |  |       |  |  |                      |  |  |                          |  |
|                           |   | Lucrezia di Lorenzo de' Medici | Clarice Orsini        |  |  |       |  |  |                      |  |  |                          |  |
| Don Giovanni de' Medici   |   | Lucrezia di Lorenzo de' Medici |                       |  |  |       |  |  |                      |  |  |                          |  |
|                           | … | …                              |                       |  |  |       |  |  |                      |  |  |                          |  |
|                           | … | …                              |                       |  |  |       |  |  |                      |  |  |                          |  |
|                           | … | …                              |                       |  |  |       |  |  |                      |  |  |                          |  |
| Luigi degli Albizi        | … |                                |                       |  |  |       |  |  |                      |  |  |                          |  |
|                           |   | …                              | …                     |  |  |       |  |  |                      |  |  |                          |  |
|                           |   | …                              | …                     |  |  |       |  |  |                      |  |  |                          |  |
|                           |   | …                              | …                     |  |  |       |  |  |                      |  |  |                          |  |
| Eleonora degli Albizi     |   | …                              |                       |  |  |       |  |  |                      |  |  |                          |  |
|                           |   | …                              | …                     |  |  |       |  |  |                      |  |  |                          |  |
|                           |   | …                              | …                     |  |  |       |  |  |                      |  |  |                          |  |
|                           |   | …                              | …                     |  |  |       |  |  |                      |  |  |                          |  |
| Nannina Soderini          |   | …                              |                       |  |  |       |  |  |                      |  |  |                          |  |
|                           |   | …                              | …                     |  |  |       |  |  |                      |  |  |                          |  |
|                           |   | …                              | …                     |  |  |       |  |  |                      |  |  |                          |  |
|                           |   | …                              | …                     |  |  |       |  |  |                      |  |  |                          |  |
|                           |   | …                              |                       |  |  |       |  |  |                      |  |  |                          |  |